# Informe Robinson
Informe Robinson és un programa de televisió d'esports emès mensualment en la cadena de televisió espanyola #0, dirigit i presentat per l'exjugador de futbol Michael Robinson. Ha estat comparat pel seu propi creador, Michael Robinson, amb El día después, amb el qual afirma que existeixen paral·lelismes per l'enfocament fortament visual de tots dos programes. Robinson afirma, a més, que el programa «serveix per a contar històries amb el pretext de l'esport». S'ha destacat d'ell la seva exhaustivitat en la recerca i recol·lecta d'informació. El programa va començar a emetre's en 2007 i les emissions són d'una curta durada, 25 minuts. El programa va obtenir el Premi Ondas 2009 a «millor programa d'entreteniment o de cobertura especial», ex aequo amb El Intermedio. També ha estat nominat en dues ocasions als Premis ATV en la categoria de millor programa documental (2012 i 2013).
El programa es va estrenar 26 mesos després de la desaparició de El día después, que va ser substituït per Maracaná 06 que Robinson va abandonar a les dues setmanes de començar-se a emetre. Per a la realització dels programes són necessàries cinc setmanes.
En la nova temporada 2018-2019 el programa passarà a emetre's en el nou canal de televisió de Movistar #Vamos.

## Llista de capítols
A continuació es llisten els diferents programes emesos a Canal+ des de l'any 2007, i que compta amb 9 temporades.
- Temporada 1, entre els anys 2007 i 2008
- Temporada 2, entre els anys 2008 i 2009
- Temporada 3, entre els anys 2009 i 2010
- Temporada 4, entre els anys 2010 i 2011
- Temporada 5, entre els anys 2011 i 2012
- Temporada 6, entre els anys 2012 i 2013
- Temporada 7, entre els anys 2013 i 2014
- Temporada 8, entre els anys 2014 i 2015
- Temporada 9, entre els anys 2015 i 2016
- Temporada 10, entre els anys 2016 i 2017
- Temporada 11, entre els anys 2017 i 2018
- Temporada 12, entre els anys 2018 i 2019 (en emissió)

### Temporada 1 (2007-2008)
|   |                                          |                  |  |  |  |  |  |
| # | Títol                                    | Data d'emissió   |  |  |  |  |  |
|   |                                          |                  |  |  |  |  |  |
| 1 | El Reto de Luis Moya                     | Octubre de 2007  |  |  |  |  |  |
|   | Generación Casillas                      |                  |  |  |  |  |  |
| 2 | Campeones de España                      | Novembre de 2007 |  |  |  |  |  |
|   | Una charla con Frank                     |                  |  |  |  |  |  |
|   | La realidad de un sueño                  |                  |  |  |  |  |  |
| 3 | Alemayehu Bezabeh                        | Desembre de 2007 |  |  |  |  |  |
|   | Isidre Esteve                            |                  |  |  |  |  |  |
|   | Lionel Messi                             |                  |  |  |  |  |  |
| 4 | Apuestas deportivas en internet          | Gener de 2008    |  |  |  |  |  |
|   | La vida de un aventurero                 |                  |  |  |  |  |  |
|   | Socios número 1                          |                  |  |  |  |  |  |
| 5 | Ashbourne: Rugby+Futbol                  | Febrer de 2008   |  |  |  |  |  |
|   | Visitamos a Torres                       |                  |  |  |  |  |  |
| 6 | Barcelona World Race                     | Març de 2008     |  |  |  |  |  |
|   | Héctor Simón vuelve a nacer              |                  |  |  |  |  |  |
|   | Ricky Rubio                              |                  |  |  |  |  |  |
| 7 | El Grand National, desde dentro          | Abril de 2008    |  |  |  |  |  |
|   | Luis Enrique en el maratón de las arenas |                  |  |  |  |  |  |
|   | Rememorando la séptima                   |                  |  |  |  |  |  |
| 8 | Eurocopas - Euro 64: Pereda y Marcelino  | Maig de 2008     |  |  |  |  |  |
|   | Eurocopas - Euro 64: Iríbar              |                  |  |  |  |  |  |
|   | Eurocopas - Euro 76: Panenka             |                  |  |  |  |  |  |
|   | Eurocopas - Euro 84: Luis Arconada       |                  |  |  |  |  |  |
|   | Eurocopas - Euro 88: Van Basten          |                  |  |  |  |  |  |
|   | Eurocopas - Euro 92: Dinamarca           |                  |  |  |  |  |  |
|   | Eurocopas - Euro 2008: Hiddink           |                  |  |  |  |  |  |
|   | Eurocopas - Euro 2008: Cesc Fábregas     |                  |  |  |  |  |  |
| 9 | Cara a cara con Severiano Ballesteros    | Octubre de 2008  |  |  |  |  |  |

### Temporada 2 (2008-2009)
|    |                                                        |                  |  |  |  |  |  |
| #  | Títol                                                  | Data d'emissió   |  |  |  |  |  |
|    |                                                        |                  |  |  |  |  |  |
| 1  | Ronaldinho, la abdicación de un rey                    | Setembre de 2008 |  |  |  |  |  |
|    | Del cartón al oro                                      |                  |  |  |  |  |  |
|    | El desafío del Ironman                                 |                  |  |  |  |  |  |
| 2  | Desde Mundaka, el mejor surf                           | Octubre de 2008  |  |  |  |  |  |
|    | El sueño de la Eurocopa                                |                  |  |  |  |  |  |
|    | Gebreselassie, Premio Principe de Asturias             |                  |  |  |  |  |  |
| 3  | La aventura de Rudy Fernández en la NBA                | Novembre de 2008 |  |  |  |  |  |
|    | Entrevista a Ronaldo                                   |                  |  |  |  |  |  |
| 4  | Españoles en el extranjero                             | Desembre de 2008 |  |  |  |  |  |
|    | Jamaica, tierra de velocistas                          |                  |  |  |  |  |  |
| 5  | Ultraman, cuando el deporte supera los límites         | Gener de 2009    |  |  |  |  |  |
|    | Chicho Sibilio                                         |                  |  |  |  |  |  |
|    | Loli 'Sugar' Muñoz, campeona del mundo de Full Contact |                  |  |  |  |  |  |
| 6  | Boxeo, una forma de vida en Cuba                       | Febrer de 2009   |  |  |  |  |  |
|    | Conocemos a Tough Guy, conocemos el infierno           |                  |  |  |  |  |  |
|    | Entrevista a Johan Cruyff                              |                  |  |  |  |  |  |
| 7  | La lista de Del Bosque                                 | Març de 2009     |  |  |  |  |  |
|    | Fernando Verdasco                                      |                  |  |  |  |  |  |
|    | España, país de fútbol                                 |                  |  |  |  |  |  |
| 8  | Halterofilia femenina                                  | Abril de 2009    |  |  |  |  |  |
|    | Masters de Augusta                                     |                  |  |  |  |  |  |
| 9  | Fútbol en la cárcel                                    | Abril de 2009    |  |  |  |  |  |
| 10 | Nako Ya Afrika (La hora de Sudáfrica)                  | Maig de 2009     |  |  |  |  |  |
| 11 | Seve, la leyenda continua                              | Juny de 2009     |  |  |  |  |  |

### Temporada 3 (2009-2010)
|   |                                             |                  |  |  |  |  |  |
| # | Títol                                       | Data d'emissió   |  |  |  |  |  |
|   |                                             |                  |  |  |  |  |  |
| 1 | Misteriosas muertes en el calcio            | Setembre de 2009 |  |  |  |  |  |
|   | Cuando falla el favorito                    |                  |  |  |  |  |  |
|   | Ricky Rubio, la inocencia perdida           |                  |  |  |  |  |  |
| 2 | De Martín a Gasol                           | Octubre de 2009  |  |  |  |  |  |
|   | Samuel Eto'o, sin pelos en la lengua        |                  |  |  |  |  |  |
| 3 | Deporte y maternidad                        | Novembre de 2009 |  |  |  |  |  |
|   | Informe póquer                              |                  |  |  |  |  |  |
|   | Manuel De Los Santos                        |                  |  |  |  |  |  |
| 4 | Corazón Colchonero, diez años sin un título | Desembre de 2009 |  |  |  |  |  |
| 5 | Todo sobre Guti                             | Gener de 2010    |  |  |  |  |  |
|   | Una vida entregada a la montaña             |                  |  |  |  |  |  |
| 6 | Freestyle                                   | Febrer de 2010   |  |  |  |  |  |
|   | Xavi e Iniesta                              |                  |  |  |  |  |  |
| 7 | Ander Mirambell, sueño cumplido             | Març de 2010     |  |  |  |  |  |
|   | Duelo de Aizkolaris                         |                  |  |  |  |  |  |
|   | Magnus Carlsen, el Mozart del ajedrez       |                  |  |  |  |  |  |
| 8 | Canoe, un histórico en apuros               | Abril de 2010    |  |  |  |  |  |
|   | De profesión, entrenador                    |                  |  |  |  |  |  |
|   | El secreto de Valdés                        |                  |  |  |  |  |  |
| 9 | Estamos preparados                          | Maig de 2010     |  |  |  |  |  |

### Temporada 4 (2010-2011)
|    |                                 |                  |  |  |  |  |  |
| #  | Títol                           | Data d'emissió   |  |  |  |  |  |
|    |                                 |                  |  |  |  |  |  |
| 1  | La Leyenda de Portago           | Setembre de 2010 |  |  |  |  |  |
|    | Palabra de Mou                  |                  |  |  |  |  |  |
| 2  | La bandera de la Concha         | Octubre de 2010  |  |  |  |  |  |
|    | Las vidas de Chano              |                  |  |  |  |  |  |
| 3  | Charlamos de golf               | Novembre de 2010 |  |  |  |  |  |
|    | Laia del desierto               |                  |  |  |  |  |  |
|    | Derek Redmond                   |                  |  |  |  |  |  |
| 4  | Cuando fuimos campeones         | Desembre de 2010 |  |  |  |  |  |
| 5  | FC United                       | Gener de 2011    |  |  |  |  |  |
|    | Carlos Moyá                     |                  |  |  |  |  |  |
| 6  | El extraño caso de Carlos Soria | Febrer de 2011   |  |  |  |  |  |
|    | La historia de Manute Bol       |                  |  |  |  |  |  |
| 7  | Serge Ibaka                     | Març de 2011     |  |  |  |  |  |
|    | Gerard Piqué                    |                  |  |  |  |  |  |
| 8  | Arnold Palmer                   | Abril de 2011    |  |  |  |  |  |
|    | Las chicas de la sincro         |                  |  |  |  |  |  |
|    | La mina                         |                  |  |  |  |  |  |
| 9  | Milos Raonic                    | Maig de 2011     |  |  |  |  |  |
|    | Kodjovi Obilalé                 |                  |  |  |  |  |  |
| 10 | Cerca del ciclismo              | Juny de 2011     |  |  |  |  |  |
|    | Karpov vs Kasparov              |                  |  |  |  |  |  |

### Temporada 5 (2011-2012)
|   |                                   |                  |  |  |  |  |  |
| # | Títol                             | Data d'emissió   |  |  |  |  |  |
|   |                                   |                  |  |  |  |  |  |
| 1 | Un All Black en Galicia           | Setembre de 2011 |  |  |  |  |  |
|   | Llorente Namasté                  |                  |  |  |  |  |  |
| 2 | Partizan de Fuenlabrada           | Octubre de 2011  |  |  |  |  |  |
|   | Fútbol, un refugio en el recuerdo |                  |  |  |  |  |  |
| 3 | Los hermanos Pou                  | Novembre de 2011 |  |  |  |  |  |
|   | La leyenda del Trinche            |                  |  |  |  |  |  |
| 4 | Barcelona '92, donde todo empezó  | Desembre de 2011 |  |  |  |  |  |
| 5 | El siete maravilla                | Febrer de 2012   |  |  |  |  |  |
|   | Lágrimas por Londres              |                  |  |  |  |  |  |
| 6 | Amaya Valdemoro, Pasión por jugar | Març de 2012     |  |  |  |  |  |
|   | Kenia, fábrica de campeones       |                  |  |  |  |  |  |
| 7 | Descubriendo a Bielsa             | Abril de 2012    |  |  |  |  |  |
|   | Donde nace el baloncesto          |                  |  |  |  |  |  |
| 8 | En el corazón de Estudiantes      | Maig de 2012     |  |  |  |  |  |
|   | El dopaje en la RDA               |                  |  |  |  |  |  |
| 9 | La leyenda de la Copa de Europa   | Juliol de 2012   |  |  |  |  |  |

### Temporada 6 (2012-2013)
|    |                                  |                  |  |  |  |  |  |
| #  | Títol                            | Data d'emissió   |  |  |  |  |  |
|    |                                  |                  |  |  |  |  |  |
| 1  | La historia de David Millar      | Setembre de 2012 |  |  |  |  |  |
|    | Sara Estévez, Sarita             |                  |  |  |  |  |  |
| 2  | La nueva vida de Santi Cazorla   | Octubre de 2012  |  |  |  |  |  |
|    | Fútbol en el Infierno            |                  |  |  |  |  |  |
| 3  | Nueva York, historias de maratón | Novembre de 2012 |  |  |  |  |  |
|    | Fuera de combate                 |                  |  |  |  |  |  |
| 4  | Las chicas de Londres            | Desembre de 2012 |  |  |  |  |  |
| 5  | Academia de baloncesto           | Gener de 2013    |  |  |  |  |  |
|    | Markel Irizar, 'BIZIPOZ'         |                  |  |  |  |  |  |
| 6  | María de Villota                 | Febrer de 2013   |  |  |  |  |  |
|    | Alberto Iñurrategi               |                  |  |  |  |  |  |
| 7  | Radamel Falcao, Un acto de fe    | Març de 2013     |  |  |  |  |  |
|    | Un león blanco en Senegal        |                  |  |  |  |  |  |
| 8  | El secreto de Bartali            | Abril de 2013    |  |  |  |  |  |
|    | La selección española de béisbol |                  |  |  |  |  |  |
| 9  | Pelota Vasca                     | Maig de 2013     |  |  |  |  |  |
|    | La Historia de Robert Enke       |                  |  |  |  |  |  |
| 10 | Pasado Presente                  | Juny de 2013     |  |  |  |  |  |

### Temporada 7 (2013-2014)
|    |                                         |                  |  |  |  |  |  |
| #  | Títol                                   | Data d'emissió   |  |  |  |  |  |
|    |                                         |                  |  |  |  |  |  |
| 1  | El debut en Roland Garros               | Setembre de 2013 |  |  |  |  |  |
|    | Los niños del Habana                    |                  |  |  |  |  |  |
| 2  | Invencibles en patines                  | Octubre de 2013  |  |  |  |  |  |
|    | Un chico de barrio                      |                  |  |  |  |  |  |
| 3  | Balonmano, Oro y cartón                 | Novembre de 2013 |  |  |  |  |  |
|    | El reto de Ramón                        |                  |  |  |  |  |  |
| 4  | Yo vi jugar a Nate Davis                | Desembre de 2013 |  |  |  |  |  |
| 5  | Ocaña, el héroe trágico                 | Gener de 2014    |  |  |  |  |  |
| 6  | Una historia de amor (Antonio Durán)    | Febrer de 2014   |  |  |  |  |  |
|    | A la sombra de Nadal                    |                  |  |  |  |  |  |
| 7  | O rei Cal                               | Març de 2014     |  |  |  |  |  |
|    | Chacho Rodríguez, baloncesto soñado     |                  |  |  |  |  |  |
| 8  | Palabra de Larry Bird                   | Abril de 2014    |  |  |  |  |  |
| 9  | Lagarto, la cuna de Diego Costa         | Maig de 2014     |  |  |  |  |  |
|    | El penalti de Nash                      |                  |  |  |  |  |  |
| 10 | Alcatraz (Rugby solidario en Venezuela) | Juny de 2014     |  |  |  |  |  |
|    | La carrera de Miguel                    |                  |  |  |  |  |  |

### Temporada 8 (2014-2015)
|    |                                          |                  |  |  |  |  |  |
| #  | Títol                                    | Data d'emissió   |  |  |  |  |  |
|    |                                          |                  |  |  |  |  |  |
| 1  | Fútbol y femenino                        | Setembre de 2014 |  |  |  |  |  |
|    | Judo contra la Camorra                   |                  |  |  |  |  |  |
| 2  | Por la razón o la fuerza                 | Octubre de 2014  |  |  |  |  |  |
|    | Andar                                    |                  |  |  |  |  |  |
| 3  | Un niño en la élite                      | Novembre de 2014 |  |  |  |  |  |
|    | Soñando olas                             |                  |  |  |  |  |  |
| 4  | El adiós imposible (Abuelos deportistas) | Desembre de 2014 |  |  |  |  |  |
| 5  | Carlos Sainz en Fórmula 1                | Gener de 2015    |  |  |  |  |  |
|    | Cuerpos al límite                        |                  |  |  |  |  |  |
| 6  | Eibar, donde el trabajo es arte          | Febrer de 2015   |  |  |  |  |  |
|    | Competir con uno mismo                   |                  |  |  |  |  |  |
| 7  | Los pies en la tierra                    | Març de 2015     |  |  |  |  |  |
|    | La leyenda de Tittyshev                  |                  |  |  |  |  |  |
| 8  | 74 días                                  | Abril de 2015    |  |  |  |  |  |
| 9  | Favorito Quintana                        | Maig de 2015     |  |  |  |  |  |
|    | Una vita spericolata                     |                  |  |  |  |  |  |
| 10 | The home of Andy Murray                  | Juny de 2015     |  |  |  |  |  |
|    | Magia en la arena                        |                  |  |  |  |  |  |

### Temporada 9 (2015-2016)
|    |                                       |                  |  |  |  |  |  |
| #  | Títol                                 | Data d'emissió   |  |  |  |  |  |
|    |                                       |                  |  |  |  |  |  |
| 1  | El gigante de Maio                    | Setembre de 2015 |  |  |  |  |  |
|    | Querer no es poder                    |                  |  |  |  |  |  |
| 2  | Ser agua                              | Octubre de 2015  |  |  |  |  |  |
|    | Sintiendo el vacío                    |                  |  |  |  |  |  |
| 3  | Chico sincro                          | Novembre de 2015 |  |  |  |  |  |
|    | El tirano del Trial                   |                  |  |  |  |  |  |
| 4  | Rafa Nadal                            | Desembre de 2015 |  |  |  |  |  |
| 5  | Chico sabio                           | Gener de 2016    |  |  |  |  |  |
|    | La Lazio de las pistolas              |                  |  |  |  |  |  |
| 6  | En la piel de Lorenzo                 | Febrer de 2016   |  |  |  |  |  |
| 7  | Balón parado                          | Març de 2016     |  |  |  |  |  |
|    | Número 1                              |                  |  |  |  |  |  |
| 8  | Globetrotters: El balón sigue girando | Abril de 2016    |  |  |  |  |  |
|    | Muay Thai: La lucha de Carlos         |                  |  |  |  |  |  |
| 9  | Capitán Ramos                         | Maig de 2016     |  |  |  |  |  |
| 10 | Manel Estiarte                        | Julio de 2016    |  |  |  |  |  |

### Temporada 10 (2016-2017)
|   |                                   |                                       |  |  |  |  |  |
| # | Títol                             | Data d'emissió                        |  |  |  |  |  |
|   |                                   |                                       |  |  |  |  |  |
| 1 | El milagro de Carolina Marín      | Setembre de 2016                      |  |  |  |  |  |
|   | Las fronteras del deporte         |                                       |  |  |  |  |  |
| 2 | Invierno en Nanga Parbat          | Octubre de 2016 (emitido en novembre) |  |  |  |  |  |
|   | El Cartero Genial                 |                                       |  |  |  |  |  |
| 3 | Revolución Williams               | Novembre de 2016                      |  |  |  |  |  |
|   | Adriano Malori. Km. 0             |                                       |  |  |  |  |  |
| 4 | Historias de Río                  | Desembre de 2016                      |  |  |  |  |  |
| 5 | Colombia: Deporte en paz          | Gener de 2017                         |  |  |  |  |  |
| 6 | Javier Fernández, el Conquistador | Febrer de 2017                        |  |  |  |  |  |
|   | La vuelta al mundo de Alex Pella  |                                       |  |  |  |  |  |
| 7 | Maradona, los años felices        | Març de 2017                          |  |  |  |  |  |
| 8 | Los Alcántara                     | Abril de 2017                         |  |  |  |  |  |
|   | El pacto de los Eguibar           |                                       |  |  |  |  |  |
| 9 | Wembley 92                        | Maig de 2017                          |  |  |  |  |  |

### Temporada 11 (2017-2018)
|    |                                  |                  |  |  |  |  |  |
| #  | Títol                            | Data d'emissió   |  |  |  |  |  |
|    |                                  |                  |  |  |  |  |  |
| 1  | Sueño al galope                  | Setembre de 2017 |  |  |  |  |  |
|    | La suerte del Rana               |                  |  |  |  |  |  |
| 2  | Especial 10 Años                 | Octubre de 2017  |  |  |  |  |  |
| 3  | Espíritu Cibeles                 | Novembre de 2017 |  |  |  |  |  |
|    | Marc Gasol                       |                  |  |  |  |  |  |
| 4  | Mi gol con la Selección          | Desembre de 2017 |  |  |  |  |  |
| 5  | Refugiadas en el fútbol          | Gener de 2018    |  |  |  |  |  |
| 6  | Soldado Villanueva               | Febrer de 2018   |  |  |  |  |  |
|    | Campeón silencioso               |                  |  |  |  |  |  |
| 7  | Brazaletes                       | Març de 2018     |  |  |  |  |  |
|    | El poder de una letra            |                  |  |  |  |  |  |
| 8  | El Cambados de Sito Miñanco      | Abril de 2018    |  |  |  |  |  |
|    | Año Petrovic. De enemigo a ídolo |                  |  |  |  |  |  |
| 9  | Realismo Mágico                  | Maig de 2018     |  |  |  |  |  |
|    | La Reina                         |                  |  |  |  |  |  |
| 10 | La llamada de Juan Mata          | Juny de 2018     |  |  |  |  |  |
|    | El plan de Maitane               |                  |  |  |  |  |  |

### Temporada 12 (2018-2019)
|   |                                 |                  |  |  |  |  |  |
| # | Títol                           | Data d'emissió   |  |  |  |  |  |
|   |                                 |                  |  |  |  |  |  |
| 1 | Capitán republicano             | Setembre de 2018 |  |  |  |  |  |
|   | La liberación de Robert Swift   |                  |  |  |  |  |  |
| 2 | Un pueblo en la élite           | Octubre de 2018  |  |  |  |  |  |
|   | La fórmula Dujshebaev           |                  |  |  |  |  |  |
| 3 | Operación radio                 | Novembre de 2018 |  |  |  |  |  |
|   | Detrás de la mascara            |                  |  |  |  |  |  |
| 4 | Oro: historia de una generación | Desembre de 2018 |  |  |  |  |  |
| 5 | Salto al pasado                 | Gener de 2019    |  |  |  |  |  |
|   | Gigantes de la montaña          |                  |  |  |  |  |  |
| 6 | .                               | Febrer de 2019   |  |  |  |  |  |
|   | .                               |                  |  |  |  |  |  |